# Diplycosia apoensis
Diplycosia apoensis är en ljungväxtart som beskrevs av Adolph Daniel Edward Elmer. Diplycosia apoensis ingår i släktet Diplycosia och familjen ljungväxter. Inga underarter finns listade i Catalogue of Life.